# Пермский краеведческий музей
Пе́рмский краеве́дческий музе́й (полное название Государственное краевое бюджетное учреждение культуры «Пермский краеведческий музей») — старейший и крупнейший музей Пермского края. Насчитывает 600 000 единиц хранения и включает более 50 коллекций регионального, российского и мирового значения; в числе объектов музея 22 памятника истории и культуры, из них 16 памятников федерального значения и 6 местного значения.

## История
15 ноября 1890 года состоялось первое заседание Пермской комиссии Уральского общества любителей естествознания и этот день принято считать днём основания Пермского музея, а 25 января 1894 года состоялось открытие музея для публики в помещении, предоставленном для музея в бесплатное пользование в Перми по улице Покровской, д.38. В 1897 году музей переехал в отремонтированное здание по ул. Петропавловская, д.38.
В 1901 году был утверждён Устав Пермского научно-промышленного музея, который стал преемником Пермской комиссии Уральского общества любителей естествознания. В Перми в 1919 году после установления советской власти был создан Губернский комитет по делам музеев и охране памятников искусства и старины, который возглавил А. К. Сыропятов. В декабре 1923 года музей переезжает в здание бывшей духовной семинарии.
Позже музею предоставляются здания бывшего архиерейского дома, корпус бывшего галантерейного магазина Центрального рабочего кооператива, здание Кафедрального собора, переезд в новые помещения завершился в 1931 году. Однако в 1941 году основное здание музея (архиерейский дом по адресу Комсомольский проспект, д.6) передан общежитию медицинского института и музей был законсервирован. Это здание было возвращено музею в 1943 году и работа музея возобновилась.
Во второй половине XX века происходит развитие музея, пополняются фонды и открываются новые филиалы. Первый филиал был открыт 5 ноября 1968 года — Мемориальный дом-музей «Подпольная типография».
15 ноября 2007 года Пермский краеведческий музей последний день принимал посетителей в здании по адресу Комсомольский проспект, д.6, после чего начался переезд музея в Дом Мешкова. 18 мая 2009 года в Международный день музеев состоялось открытие дверей музея для посетителей в отреставрированном Доме Мешкова.
В 2011 году была открыта для посетителей постоянная экспозиция «Музей пермских древностей» с пермскими ископаемыми (растения и насекомые) геологического и палеонтологического памятника природы разреза Чекарда.

### Директора
- А. К. Сыропятов (1919—1924)
- П. С. Богословский (1924—1925)
- А. С. Лебедев (1925—1929)
- И. Г. Пигасов (1936-1941?)
- Кузнецов
- Л. Г. Дворсон (1950—1981)
- Г. И. Гуляева
- С. А. Димухаметова (1990—2006)
- О. С. Юдина (2006—2019)
- Т. П. Вострикова (с 2019)

## Филиалы и подразделения музея
- Дом Мешкова (ул. Монастырская, 11)
- Музей пермских древностей (Пермь, ул. Сибирская, д.15)
- Музей-диорама в Мотовилихе (Пермь, ул. Огородникова, д.2)
- Мемориальный дом-музей Н. Г. Славянова (Пермь, ул.1905 года, д.37)
- Детский музейный центр (ул. Пермская, 78)
- Мемориальный дом-музей «Подпольная типография» (Пермь, ул. Монастырская, д.142)
- Исторический парк «Россия — моя история. Пермский край» (ул. Монастырская, 2к1, 5) — до 2023 года
- Мемориальный дом-музей В. В. Каменского (Пермский район, с. Троица, ул. Советская, д.18)
- Архитектурно-этнографический музей «Хохловка» (Пермский район, д. Гора)
- Осинский краеведческий музей (Осинский район, г. Оса, ул. Свердлова, д.2)
- Музейный комплекс «Дом Пастернака» во Всеволодо-Вильве (Александровский район, п. Всеволодо-Вильва, ул. Свободы, д.47)